# The Dinky Toys
The Dinky Toys is een Belgische popgroep die commercieel succesvolle, vrolijke muziek maakt, met invloeden uit de reggae, ska, hiphop, flamenco en andere genres. De groep werd opgericht in het begin van de jaren '90, werd in 1995 opgedoekt, maakte in 2017 een korte comeback en in 2022 een nieuwe comeback.

## Groepsleden
- Kid Coco (zang) (echte naam Marc Diericx, later Coco Jr.)
- Joris Angenon (gitaar) (eerder lid van The Machines)
- Ruud Van Damme (bas)
- Martijn Bal (drums)
- Vincent 'Vinzy' Goeminne (zang/gitaar) (later Plane Vanilla)

## Discografie

### Albums
- The Colour of Sex (EMI/Creastars, 1992)
- Colour Blind (BMG Ariola/Creastars, 1993)
- Keep Hope Alive (BMG Ariola/Creastars, 1994)
- The Best of The Dinky Toys (BMG Ariola/Creastars, 1999)
- Roll With The Hits (CNR, 2017)

### Singles
- 1991 - My day will come
- 1991 - One more try
- 1992 - The test of time
- 1992 - I can't keep my hands off you
- 1992 - Since you’re back in town
- 1992 - Out in the streets
- 1992 - Out in the streets (The remixes)
- 1993 - Three little birds
- 1993 - Love’s Embrace (feat. Khadja Nin)
- 1994 - You Smile at Me
- 1994 - Declaración de amor
- 1994 - The Medley (live)
- 1995 - Don't give up
- 1995 - Kinky
- 2017 - The sweetest hangover
- 2017 - Roll with the punches
- 2023 - 69

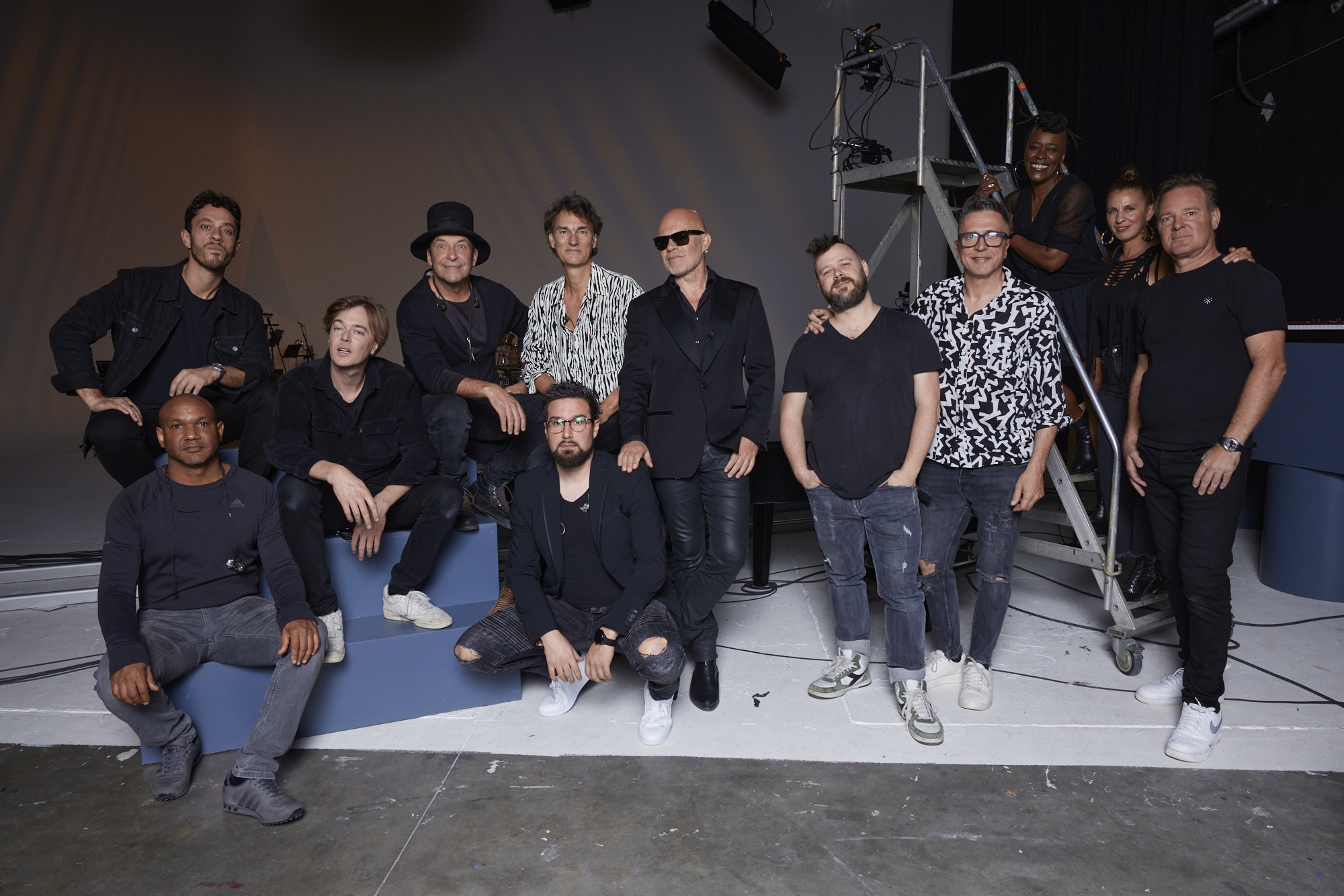
The Dinky Toys anno 2022
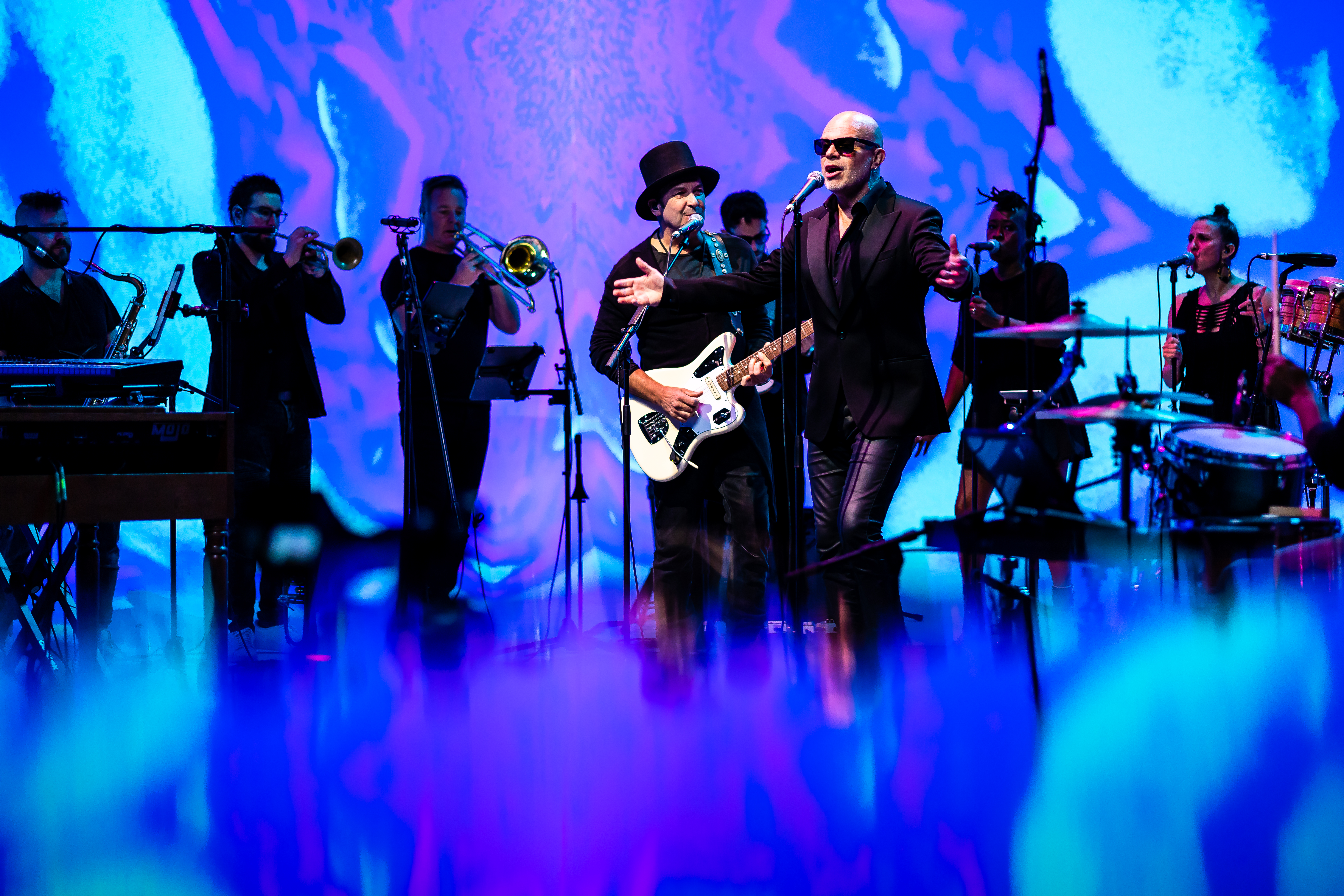
The Dinky Toys anno 2022
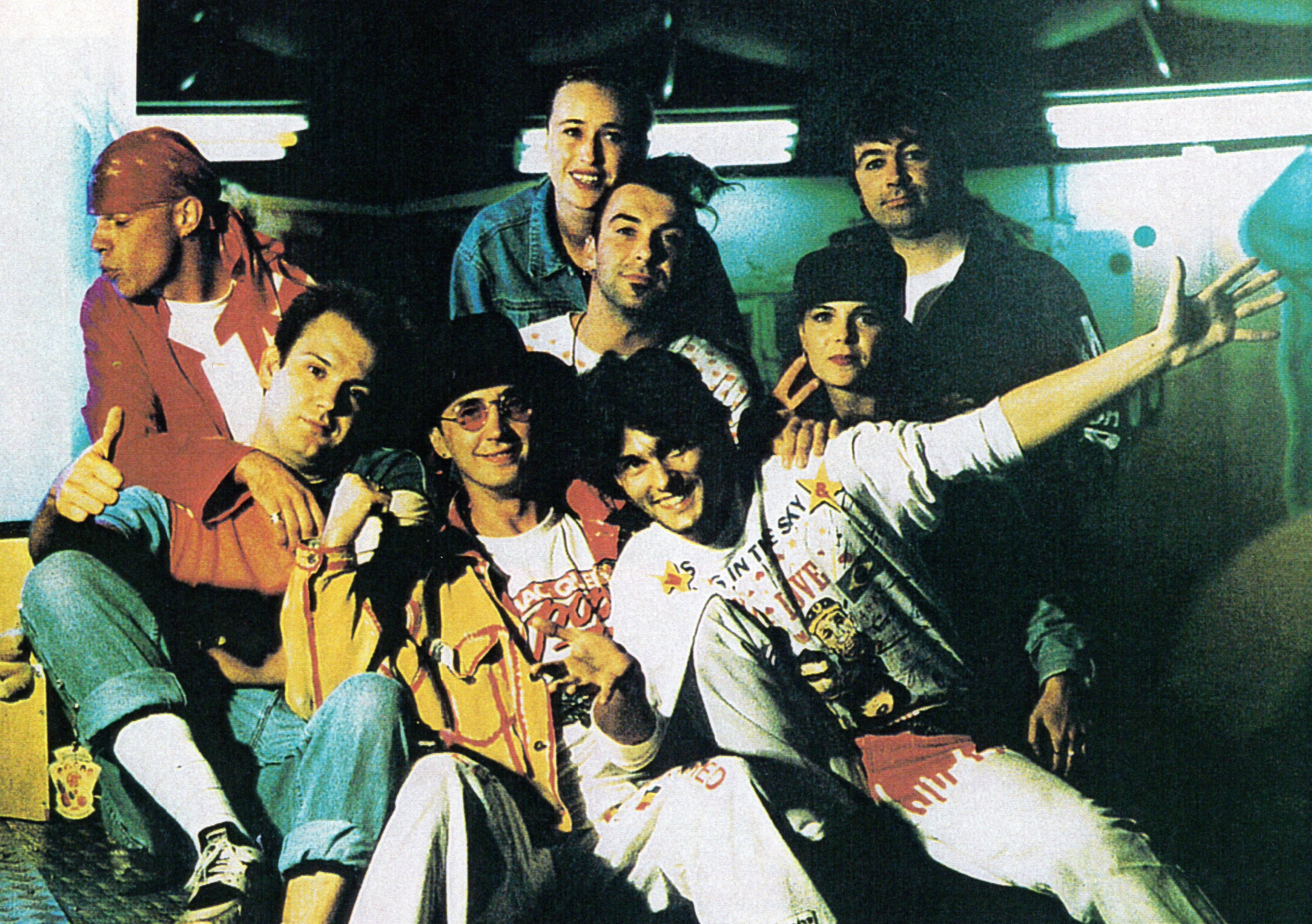
The Dinky Toys anno 2017
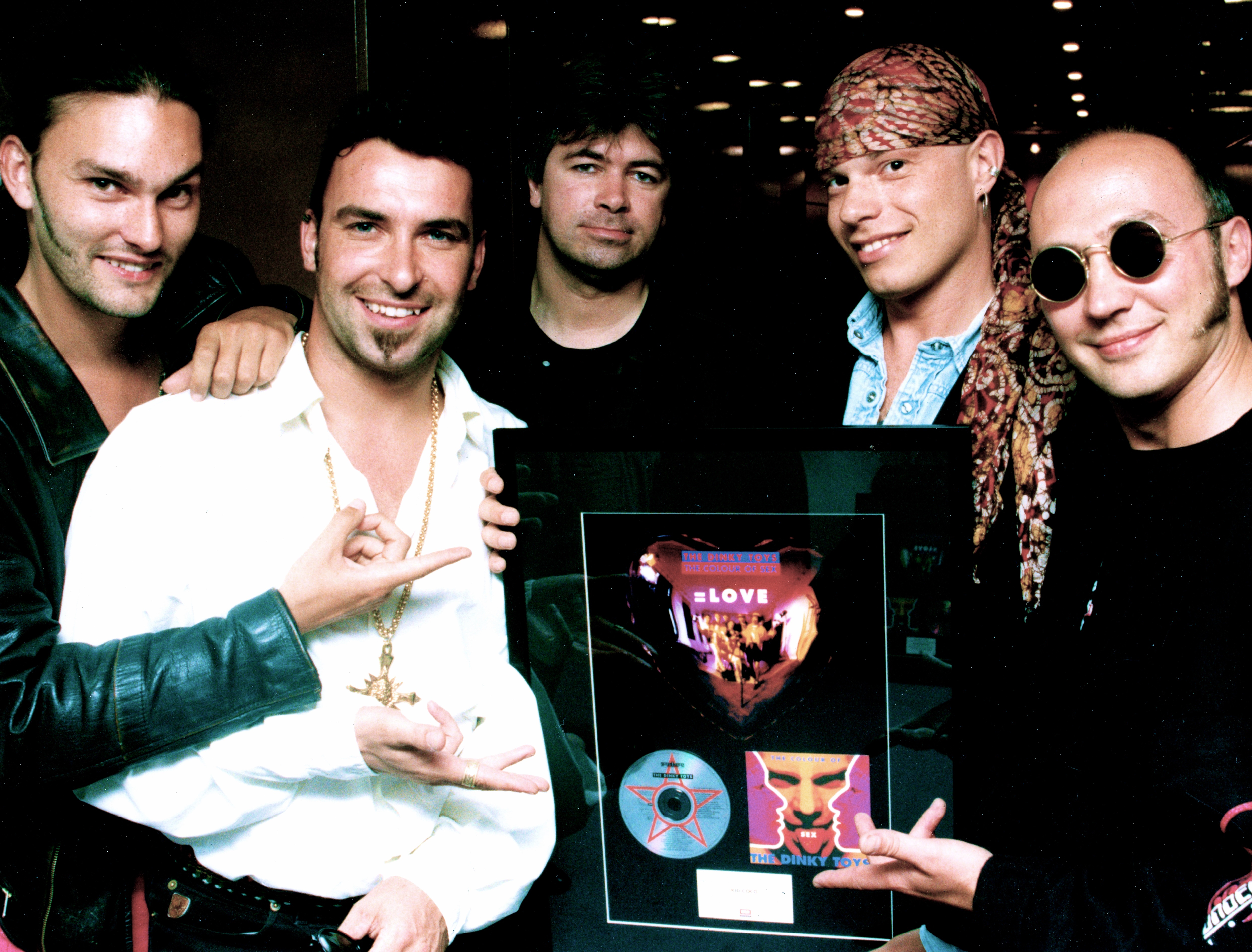
Platina!
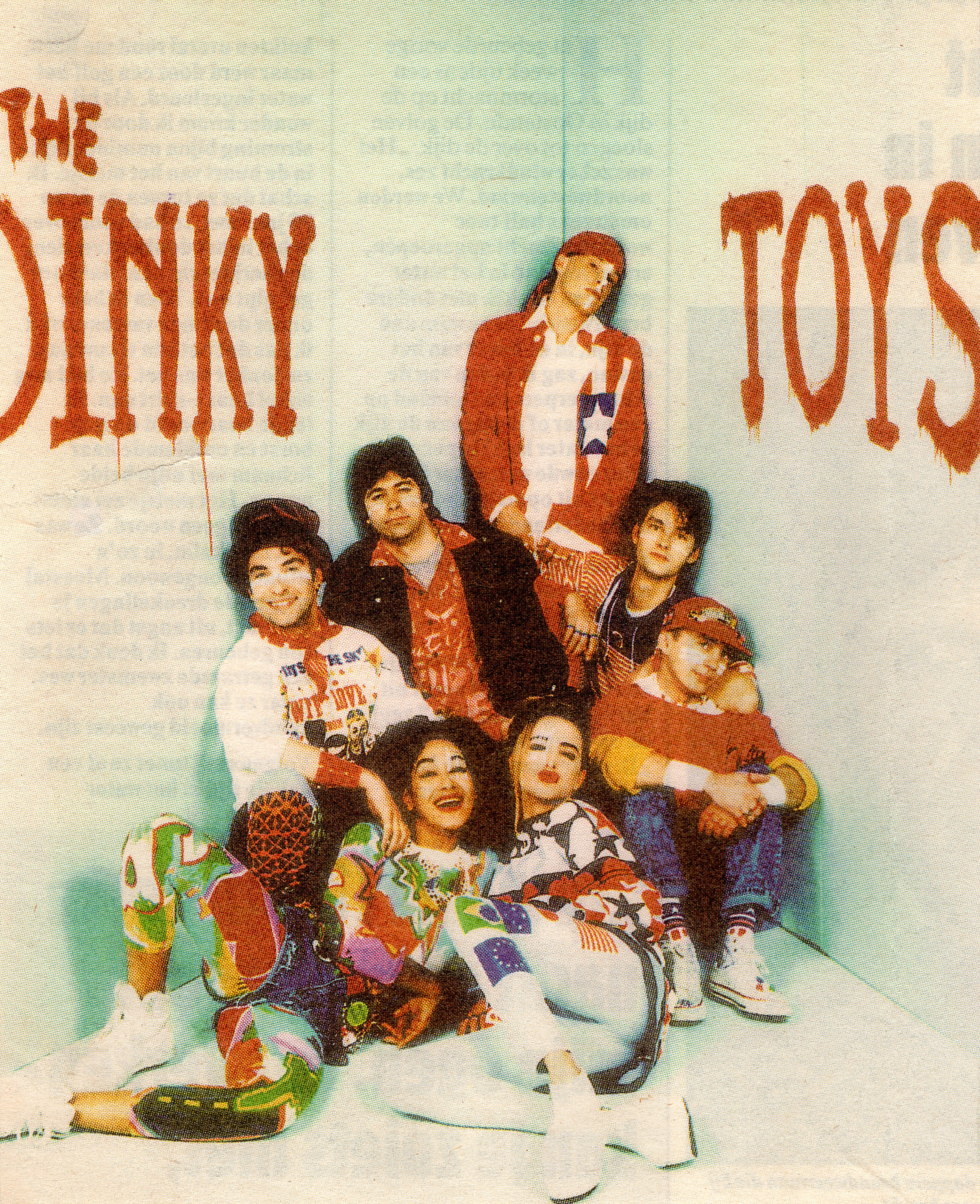
The Dinky Toys in de jaren '90